# 佐々木亜紀 (声優)
佐々木 亜紀（ささき あき、10月25日 - ）は、日本の女性声優。青二プロダクション所属。奈良県出身。

## 経歴
青二塾大阪校17期。

## 人物
音域はF-E（メゾソプラノ）。方言は関西弁。
資格・免許は着物着付け。趣味はヨガ、絵本の朗読、描画、風水占い。特技は料理、掃除。

## 出演
太字はメインキャラクター。

### テレビアニメ
2001年
- シャーマンキング（子供達）

2002年
- ガンフロンティア（メイド）

2003年
- アストロボーイ・鉄腕アトム（子供、子供たち）
- 爆転シュート ベイブレード Gレボリューション（少年B、子供B）

2004年
- RAGNAROK THE ANIMATION（プリースト）

2006年
- 祝!(ハピ☆ラキ)ビックリマン（2006年 - 2007年、お守り、美女、肥助）

2007年
- 出ましたっ!パワパフガールズZ（宇宙人ママ）
- モノノ怪
  - 「座敷童子」（客、カップルの女）
  - 「のっぺらぼう」（弟の嫁）
  - 「化猫」（乗客、女給）

2010年
- 名探偵コナン（CMの声）

2024年
- 佐々木とピーちゃん（TVアナウンサー）

### 劇場アニメ
- 劇場版 AIR（2005年、観鈴の同級生）

### OVA
- サクラ大戦 神崎すみれ 引退記念 す・み・れ（2002年、観客）

### ゲーム
- 俺の下でAGAKE（2002年、黒崎綾子）
- BLACK/MATRIX OO（2004年、フライ）
- ランブルローズ（2005年、紅影〈夜叉〉）
- ルーンファクトリー -新牧場物語-（2006年、サラ）
- ドラゴンシャドウスペル（2007年、フライ、ビスタ・カフー）
- VitaminX（2007年、真壁セアラ）
- レッスルエンジェルス サバイバー（2008年、クリス・モーガン 、ソフィア・リチャーズ、レディ・コーディ）
- レッスルエンジェルス サバイバー2（2008年、クリス・モーガン 、ソフィア・リチャーズ、レディ・コーディ）
- ORE'N（2024年、タマモ[4]）

### ドラマCD
- ドラゴンシャドウスペル ドラマCD Vol.1〜古城の狼の詩 前編（ビスタ・カフー）

### 吹き替え

#### 担当俳優
シャーリーン・チョイ
- ドラゴン・プロジェクト（エラ）
- 白蛇伝説（青蛇）
- プロジェクトBB（パッイン）
- 香港国際警察/NEW POLICE STORY（ササ）

ヤン・ミー
- ゴッドスレイヤー 神殺しの剣（トゥ・リン）
- 修羅:黒衣の反逆（北斎）
- 妖魔伝 レザレクション（チュエアル）

#### 映画
- アメリカン・ホーンティング（ジェーン〈レイチェル・ハード＝ウッド〉）
- アンダーキングダム（ポンチャ）
- FCヴィーナス（サリ）
- Shall We Dance?（ティナ）
- センチュリー・オブ・ザ・ドラゴン（ジュディ）
- 対独爆撃部隊ナイトウィッチ（ガーリャ〈ヴァレンチーナ・グルシナ〉）
- チェ・ゲバラ&カストロ（アイデ）
- チャイルド・プレイ/チャッキーの種（クローディア）
- ディレイルド 暴走超特急（ベイリー・クリストフ〈ジェシカ・ボーマン〉）
- トランサー 霊幻警察（レイン〈レイン・リー〉）
- ニューオーリンズ・トライアル（リディア・ディーツ）※ソフト版
- Mr.&Mrs. スミス（マーティンの娘）※ソフト版
- ムービング・ターゲット（ウィンチー）
- レタッチ 裸の微笑（マリッサ）

#### ドラマ
- I Love オリバー（ルシンダ）
- 追風少年 〜ワンダフル・ライフ〜（アップル〈ステラ・ホァン〉）
- 還珠姫〜プリンセスのつくりかた〜（ジンソー〈ファン・ビンビン〉）
- 西遊記 (2002年のテレビドラマ)（中国語版）（紫微〈ジリアン・チョン〉）
- 白髪魔女伝（鉄珊瑚〈リー・シンルー〉）
- 5ive Days to Midnight（ジェシー）
- 燃ゆる呉越（テイタン〈於珈若〉）

#### アニメ
- ジェニーはティーン☆ロボット（ジェニー・ウェイクマン）
- ヘビーギア（ソニア）

### ラジオドラマ
- 青山二丁目劇場
  - シティーバスターズ File No.1『女の長い髪』（長い髪の女）
  - 赤井英和 -どついたるねん-（純子 他）

### ボイスオーバー
- ゲームコング（ABC、コングの声）
- びっくり法律旅行社（NHK）
- ポンキッキーズ（CX）
- なるほど!ザ・ワールド（CX）

### その他コンテンツ
- ジェイコム オン デマンド 番組紹介（姫）
- 声優チャット